# ルイーズ・オブ・グレート・ブリテン
ルイーズ・オブ・グレートブリテン（英：Louise of Great Britain, 1724年12月7日 - 1751年12月19日）は、デンマーク・ノルウェー王フレゼリク5世の最初の王妃。デンマーク語名ではルイーセ・ア・ストアブリタニエン（Louise af Storbritannien）と呼ばれた。

## 生涯
イギリス王太子（プリンス・オブ・ウェールズ）ジョージ（のちのジョージ2世）と妃キャロラインの末娘として、ロンドンのレスターハウスで誕生した。
1743年12月に、デンマーク王太子フレゼリクと結婚。2人の間には7子が誕生したが、うち2人は夭折した。

## 子女
- クリスティアン（1745年 - 1747年）
- ソフィーエ・マウダレーネ（1746年 - 1813年）　スウェーデン王グスタフ3世妃
- ヴィルヘルミーネ・カロリーネ（1747年 - 1820年）　ヘッセン選帝侯ヴィルヘルム1世妃
- クリスティアン7世（1749年 - 1808年）
- ルイーセ（1750年 - 1831年）　ヘッセン選帝侯ヴィルヘルム1世の弟カールの妻。フレデリク6世妃マリーの母、クリスチャン9世の祖母。

ルイーズは、夫に先だって1751年に亡くなり、ロスキレ大聖堂に葬られた。